# Mihály Dömötör
Mihály Dömötör (Bíňovce, 1 d'octubre de 1875 - Fajsz, 2 de febrer de 1962) fou un advocat i polític hongarès, que exercí de Ministre de l'Interior d'Hongria durant tres mesos de 1920. La seva decisió més famosa fou l'ordre 1550/1920, que dissolgué les companyies francmaçones. Inicià la seva educació a Trnava i després estudià a la Universitat de Budapest. Des de 1903 va treballar com a advocat. A les eleccions de 1905 va concórrer a la circumscripció de Pezinok pel Partit del Poble Catòlic. El 1910 publicà diversos treballs sobre temes legals. Fins a l'any 1918 fou membre de la CIP.